# Catching Feelings
Catching Feelings es una película sudafricana de drama romántico de 2017 escrita, coproducida y dirigida por Kagiso Lediga. Está protagonizada por Lediga, Pearl Thusi, Andrew Buckland, Akin Omotoso, Precious Makgaretsa, Kate Liquorish, Tessa Jubber y Loyiso Gola. Se estrenó el 9 de marzo de 2018 por United International Pictures y Ster-Kinekor y estuvo disponible a nivel mundial el 18 de mayo de 2018 por Netflix.

## Sinopsis
Un joven académico cortés y su hermosa esposa son el eje central de la historia, con sus vidas cambiando drásticamente al mudarse a su casa un célebre y hedonista escritor mayor.

## Elenco
- Kagiso Lediga como Max Matsane[1]
- Pearl Thusi como Samkelo[1]
- Akin Omotoso como Joel[1]
- Precious Makgaretsa como Lazola Yoko[1]
- Andrew Buckland como Heiner Miller[1]
- Zandile Tisani como Kabelo
- Kate Liquorish como Tabitha[1]
- Tyson Cross como Miles
- Tessa Jubber como Nicole[1]
- Loyiso Gola como Zweli

## Producción
La película se rodó en 2016, en Ciudad del Cabo y Johannesburgo, Sudáfrica. Fue dedicada en memoria de John Volmink, cineasta sudafricano fallecido en 2017.

## Lanzamiento
Se estrenó el 18 de junio de 2017 en el Festival de Cine de Los Ángeles. Fue estrenada el 9 de marzo de 2018 en Sudáfrica. El 18 de mayo de 2018, estuvo disponible para su transmisión en todo el mundo en Netflix.

## Recepción
El crítico de cine Phumlani S. Langa de City Press Sudáfrica le dio cuatro de cinco estrellas, diciendo que "Lediga y Thusi ofrecen actuaciones sólidas en esta producción con clase y estilo". Esta es probablemente mi pieza favorita de Thusi. [Se] actúa un poco como un clásico personal, Medianoche en París [de Woody Allen], sin el aspecto de fantasía. Honestamente, es local y lekker".